# Jeux d'Asie du Sud-Est de 1981
Navigation
Édition précédente Édition suivante
La onzième édition des Jeux d'Asie du Sud-Est s'est tenue du 6 au 15 décembre 1981 à Manille. C'est la première fois que la capitale philippine accueille cet événement.

## Pays participants
La compétition a réuni des athlètes provenant de sept nations. Brunei, alors sous protectorat britannique, l'Indonésie et les Philippines participent pour la troisième fois. La Birmanie, la Malaisie, Singapour et la Thaïlande sont également représentés, comme à chaque édition des Jeux d'Asie du Sud-Est depuis leur création en 1959. Trois pays fondateurs de la Fédération des Jeux de l'Asie du Sud-Est péninsulaire sont absents en raison de problèmes politiques : le Cambodge, le Laos et le Viêt Nam.
Brunei est la seule nation à ne remporter aucune médaille. L'Indonésie termine en tête du tableau des médailles pour la 3e fois en trois participations. Les Philippines, pays hôte, sont 3e.
| Rang | Nation      | Or | Argent | Bronze | Total |
| ---- | ----------- | -- | ------ | ------ | ----- |
| 1    | Indonésie   | 85 | 73     | 56     | 214   |
| 2    | Thaïlande   | 62 | 45     | 41     | 148   |
| 3    | Philippines | 55 | 55     | 77     | 187   |
| 4    | Malaisie    | 16 | 27     | 31     | 74    |
| 5    | Birmanie    | 15 | 19     | 27     | 61    |
| 6    | Singapour   | 12 | 26     | 33     | 71    |
| 7    | Brunei      | 0  | 0      | 0      | 0     |

## Sports représentés
18 sports sont représentés. Les changements par rapport à l'édition précédente sont l'absence du hockey sur gazon et le retour du bowling.
- Athlétisme
- Badminton
- Basket-ball
- Bowling
- Boxe
- Cyclisme
- Football
- Gymnastique
- Haltérophilie
- Judo
- Natation
- Sepak Takraw
- Softball
- Tennis
- Tennis de table
- Tir
- Tir à l'arc
- Volley-ball